# Cichy brzeg
Cichy brzeg – pierwszy singel zespołu Gedeon Jerubbaal, wydany przez firmę Tonpress w 1985 roku.

## Lista utworów
1. Śpiewaj i tańcz – pieśń pocieszenia
2. Cichy brzeg